# Prag-Duxer Eisenbahn

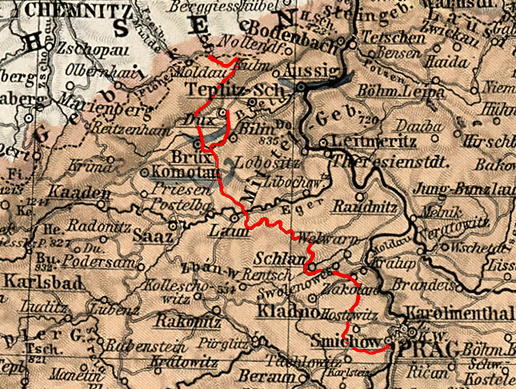
Das Streckennetz der Prag-Duxer Eisenbahn

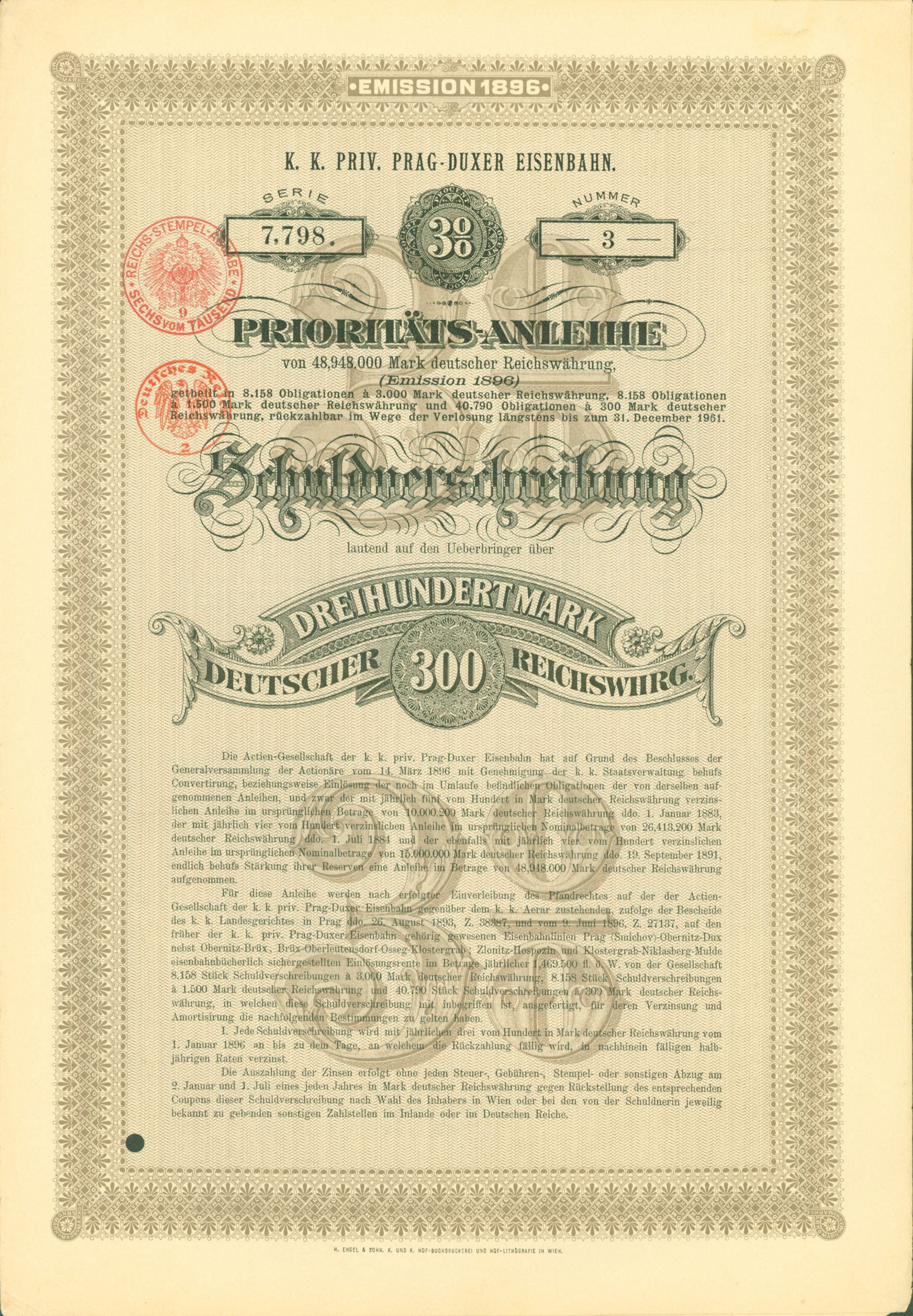
Schuldverschreibung über 300 Mark der k. k. priv. Prag-Duxer Eisenbahn vom 15. Juni 1896

Die k.k. privilegierte Prag-Duxer Eisenbahn war ein Eisenbahnunternehmen in Österreich, dessen Strecken im heutigen Tschechien lagen. Die Hauptverbindung der Gesellschaft verlief von Prag über Brüx zur österreichisch-sächsischen Landesgrenze bei Moldau, wo Anschluss an das Netz der Königlich Sächsischen Staatseisenbahnen bestand.

## Geschichte
Das Ziel der Gesellschaft war, eine Eisenbahnverbindung zwischen Prag und dem nordböhmischen Braunkohlerevier herzustellen. Am 25. Juni 1870 wurde den Herren Friedrich Graf Thun-Hohenstein, Rudolf Graf Chotek, Moritz Fürst Lobkowitz, Ferdinand Fürst Kinsky, Heinrich Jaroslav Graf Clam-Martinitz, Anton Emanuel Komers, Julius Přiborsky, Josef Neswadba, Heinrich Mikolecky und Johann Pack per Gesetz das Recht zum Bau und Betrieb einer Locomotiv-Eisenbahn von Prag (Smichow) nach Dux im Anschlusse an die Aussig-Teplitzer Eisenbahn und an die Lobositz-Dux-Niklasberger Bahn bei Dux mit einer Zweigbahn von einem Puncte dieser Linie nach Brüx verliehen.
Der Bau der Strecken erfolgte recht schnell, so dass die konzessionierte Gesamtstrecke schon in den Jahren 1872 und 1873 schrittweise eröffnet werden konnte.
Eine Streckenverlängerung führte ab 1884 auf den Erzgebirgskamm nach Moldau (heute: Moldava), dort bestand Anschluss an die Bahnstrecke Nossen–Moldau in Sachsen. Diese Strecke war später unter dem Namen Teplitzer Semmeringbahn bekannt. 1881 erhielt die Prag-Duxer Eisenbahn zudem die Konzession für eine Lokalbahn von Zlonitz nach Hospozin, die am 17. Juli 1882 eröffnet wurde.
Ab dem 1. Juli 1884 ging die Betriebsführung auf den Strecken der Prag-Duxer Eisenbahn an die k.k. Staatsbahnen (kkStB) über. Zum 1. Jänner 1892 wurde die Prag-Duxer Eisenbahn verstaatlicht und die Strecken wurden endgültig Teil des Netzes der kkStB.

## Strecken
- Prag-Smichow–Dux (* 1873)
- Obernitz–Brüx (* 1872)
- Brüx–Moldau (* 1877/1884)
- Zlonitz–Hospozin (* 1882)

## Lokomotiven
| Lokomotiven der Prag-Duxer Eisenbahn | Lokomotiven der Prag-Duxer Eisenbahn | Lokomotiven der Prag-Duxer Eisenbahn | Lokomotiven der Prag-Duxer Eisenbahn          | Lokomotiven der Prag-Duxer Eisenbahn | Lokomotiven der Prag-Duxer Eisenbahn | Lokomotiven der Prag-Duxer Eisenbahn | Lokomotiven der Prag-Duxer Eisenbahn | Lokomotiven der Prag-Duxer Eisenbahn | Lokomotiven der Prag-Duxer Eisenbahn |
| Erster Name                          | Bild                                 | Anzahl                               | Hersteller                                    | Baujahr                              | Bauart                               | kkStB-Nr.                            | ČSD-Nr.                              | DR-Nr.                               | Anmerkungen                          |
| ------------------------------------ | ------------------------------------ | ------------------------------------ | --------------------------------------------- | ------------------------------------ | ------------------------------------ | ------------------------------------ | ------------------------------------ | ------------------------------------ | ------------------------------------ |
| BRÜX                                 |                                      | 25                                   | Lokomotivfabrik Floridsdorf                   | 1855–1857                            | C n2                                 | 50.01–25                             | 312.001–023                          | -                                    |                                      |
| KLOSTERGRAB                          |                                      | 8                                    | Lokomotivfabrik Floridsdorf                   | 1884–1886                            | D n2                                 | 77.01–08                             | 403.201–208                          | 55 7121–7128                         |                                      |
| SWOLENOWES                           |                                      | 4                                    | Krauss/Linz Wiener Neustädter Lokomotivfabrik | 1881–1883                            | B n2t                                | 87.01–04                             | 220.001                              | -                                    | Rangierlokomotive                    |